# Nombre eulérien
Pour les articles homonymes, voir Nombres d'Euler.
En mathématiques, et plus précisément en combinatoire, le nombre eulérien A(n, k), est le nombre de permutations des entiers de 1 à n pour lesquelles exactement k éléments sont plus grands que l'élément précédent (permutations avec k « montées » ({\displaystyle 0\leqslant k\leqslant n-1}),,. Les nombres eulériens sont les coefficients des  polynômes eulériens :
{\displaystyle {\begin{aligned}&A_{n}=\sum _{k=0}^{n}{A(n,k)X^{k}}\\&A_{0}=A_{1}=1,A_{2}=1+X,A_{3}=1+4X+X^{2},\dotsc \end{aligned}}}
Ces polynômes apparaissent au numérateur d'expressions liées à la série génératrice de la suite {\textstyle 1^{n},\ 2^{n},\ 3^{n},\ \dots }.
Ces nombres forment la suite A008292 de l'OEIS.
Les nombres A(n, k) sont aussi notés E(n, k) et {\displaystyle \left\langle {n \atop k}\right\rangle }.

## Historique

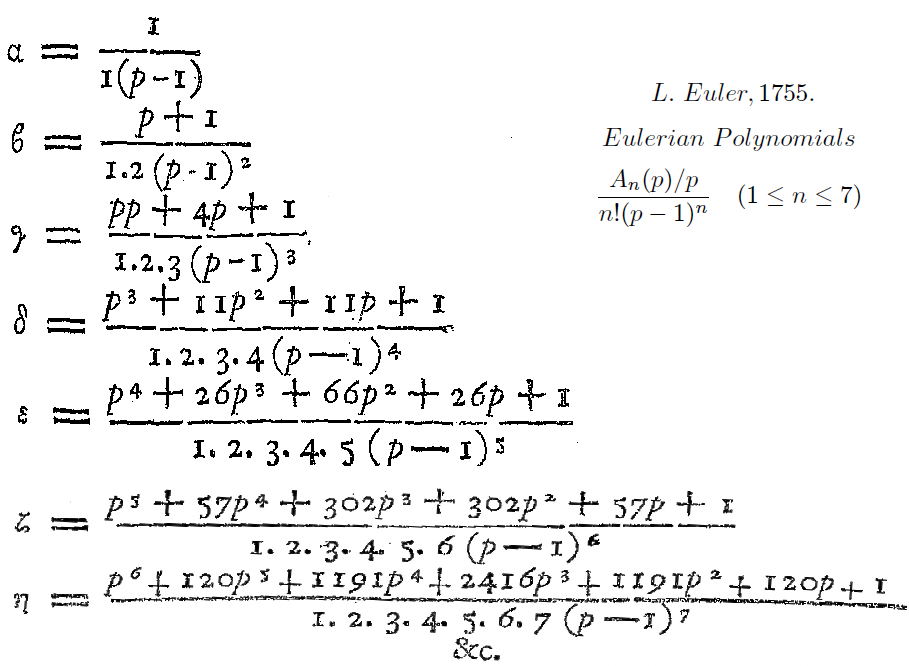
Euler, Institutiones calculi differentialis, 2e partie, 1755

En 1755, dans son livre Institutiones calculi differentialis, Leonhard Euler a étudié les polynômes α1(x) = 1,α2(x) = x + 1, α3(x) = x2 + 4x + 1, etc. (voir le facsimilé ci-contre). Ce sont les polynômes eulériens An(x).
Par analogie avec la notation des coefficients binomiaux {\displaystyle \left({n \atop k}\right)} et avec celle des nombres de Stirling {\displaystyle \left[{n \atop k}\right]} et {\displaystyle \left\{{n \atop k}\right\},} la notation {\displaystyle \left\langle {n \atop k}\right\rangle } a été proposée par Donald Knuth en 1968 dans The Art of Computer Programming.

## Propriétés

### Montées et descentes
Une montée (resp. une descente) d'une permutation {\displaystyle \sigma } de {\displaystyle \{1,2,..,n\}} est l'un des {\displaystyle n-1} couples {\displaystyle (\sigma (i),\sigma (i+1))} tel que {\displaystyle \sigma (i)<\sigma (i+1)} (resp. {\displaystyle \sigma (i)>\sigma (i+1)}).
Par exemple, la permutation {\displaystyle {\begin{pmatrix}1&2&3&4&5\\2&5&4&3&1\end{pmatrix}}} possède une montée (2, 5), et trois descentes (5, 4), (4,3) et (3,1).
Si on définit la permutation renversée de {\displaystyle \sigma } par {\displaystyle \sigma ^{-}(i)=n+1-i}, on remarque que le renversement d'une permutation transforme les montées en descentes, et réciproquement. Le renversement étant bijectif, on en déduit que :
- le nombre A(n, k) est aussi le nombre de permutations présentant k descentes ;
- {\displaystyle A(n,k)=A(n,n-k-1)} (propriété de symétrie).

### Suites montantes
Une suite montante de {\displaystyle \sigma } est une liste croissante d'entiers consécutifs maximale extraite de la liste {\displaystyle (\sigma (1),\sigma (2),\cdots ,\sigma (n))}. Par exemple, la permutation {\displaystyle {\begin{pmatrix}1&2&3&4&5\\2&5&4&3&1\end{pmatrix}}} possède trois suites montantes : {\displaystyle (1),(2,3),(4),(5)}.
Si une permutation possède k suites montantes, la permutation réciproque possède {\displaystyle k-1} descentes. En effet, chaque passage d'une suite montante de {\displaystyle \sigma } à la suivante provoque une descente pour {\displaystyle \sigma ^{-1}}. Regarder par exemple  {\displaystyle {\begin{pmatrix}1&2&3&4&5\\2&5&4&3&1\end{pmatrix}}^{-1}={\begin{pmatrix}1&2&3&4&5\\5&1&4&3&2\end{pmatrix}}}. On en déduit que :
- Le nombre A(n, k) est aussi le nombre de permutations présentant {\displaystyle k+1} suites montantes.

## Détermination du triangle d'Euler
Pour un n donné  > 0, l'indice k de A(n, k) peut aller de 0 à k − 1. Pour n fixé, il y a une seule permutation sans descente, et une seule permutation avec n − 1 montées, la permutation identique (ou montante). Ainsi, A(n, 0) = A(n, n − 1) = 1 pour tout n.
Les valeurs de A(n, k) peuvent être calculées « à la main » pour de petites valeurs de n et k. Par exemple :
| n | k | Permutations | A(n, k)    |
| - | - | --- | ---------- |
| 1 | 0 | {\displaystyle {\begin{pmatrix}1\\1\end{pmatrix}}} | A(1,0) = 1 |
| 2 | 0 | {\displaystyle {\begin{pmatrix}1&2\\2&1\end{pmatrix}}} | A(2,0) = 1 |
| 2 | 1 | {\displaystyle {\begin{pmatrix}1&2\\1&2\end{pmatrix}}} | A(2,1) = 1 |
| 3 | 0 | {\displaystyle {\begin{pmatrix}1&2&3\\3&2&1\end{pmatrix}}} | A(3,0) = 1 |
| 3 | 1 | {\displaystyle {\begin{pmatrix}1&2&3\\1&3&2\end{pmatrix}}}{\displaystyle {\begin{pmatrix}1&2&3\\2&1&3\end{pmatrix}}}{\displaystyle {\begin{pmatrix}1&2&3\\2&3&1\end{pmatrix}}} {\displaystyle {\begin{pmatrix}1&2&3\\3&1&2\end{pmatrix}}} | A(3,1) = 4 |
| 3 | 2 | {\displaystyle {\begin{pmatrix}1&2&3\\1&2&3\end{pmatrix}}} | A(3,2) = 1 |
Pour des valeurs plus grandes de n, A(n, k) peut être calculé à l'aide de la relation de récurrence :
{\displaystyle A(n,k)=(n-k)A(n-1,k-1)+(k+1)A(n-1,k).},.
Par exemple
{\displaystyle A(4,1)=(4-1)A(3,0)+(1+1)A(3,1)=3\times 1+2\times 4=11.}
Les valeurs de A(n, k) pour {\displaystyle 0\leqslant n\leqslant 9} (cf. la suite A008292 de l'OEIS) sont :
| n \ k | 0 | 1   | 2     | 3     | 4      | 5     | 6     | 7   | 8 |
| ----- | - | --- | ----- | ----- | ------ | ----- | ----- | --- | - |
| 0     | 1 |     |       |       |        |       |       |     |   |
| 1     | 1 |     |       |       |        |       |       |     |   |
| 2     | 1 | 1   |       |       |        |       |       |     |   |
| 3     | 1 | 4   | 1     |       |        |       |       |     |   |
| 4     | 1 | 11  | 11    | 1     |        |       |       |     |   |
| 5     | 1 | 26  | 66    | 26    | 1      |       |       |     |   |
| 6     | 1 | 57  | 302   | 302   | 57     | 1     |       |     |   |
| 7     | 1 | 120 | 1191  | 2416  | 1191   | 120   | 1     |     |   |
| 8     | 1 | 247 | 4293  | 15619 | 15619  | 4293  | 247   | 1   |   |
| 9     | 1 | 502 | 14608 | 88234 | 156190 | 88234 | 14608 | 502 | 1 |
On a par exemple {\displaystyle A(n,1)=2^{n}-n-1}.
Ce tableau triangulaire s'appelle le triangle d'Euler, et possède certaines des caractéristiques du triangle de Pascal. La somme des termes de la ligne d'indice n est le nombre des permutations de n objets, soit la factorielle n!. De plus, nous avons une relation de symétrie, soit pour n > 0, nous avons
{\displaystyle \sum _{k=0}^{n-1}A(n,k)=n!}
{\displaystyle A(n,k)=A(n,n-1-k)}

### Formule explicite
Une formule explicite pour A(n, k) est :
{\displaystyle A(n,k)=\sum _{i=0}^{k}(-1)^{i}{\binom {n+1}{i}}(k+1-i)^{n}.}

## Calculs de sommes
La somme alternée des nombres eulériens pour une valeur donnée de n est liée au nombre de Bernoulli Bn+1
{\displaystyle \sum _{k=0}^{n-1}(-1)^{k}A(n,k)={\frac {2^{n+1}(2^{n+1}-1)B_{n+1}}{n+1}}.}
Voici d'autres formules de sommation :
{\displaystyle \sum _{k=0}^{n-1}(-1)^{k}{\frac {A(n,k)}{\binom {n-1}{k}}}=0,}
{\displaystyle \sum _{k=0}^{n-1}(-1)^{k}{\frac {A(n,k)}{\binom {n}{k}}}=(n+1)B_{n},}
où Bn est le nombre de Bernoulli de rang n.

## Identités
- L’identité de Worpitzky[2],[4],[3],[5] exprime {\displaystyle x^{n}} comme combinaison linéaire de nombres eulériens avec des coefficients binomiaux :
{\displaystyle x^{n}=\sum _{k=0}^{n-1}A(n,k){\binom {x+k}{n}}}.
- On en déduit la série génératrice de la suite des puissances n-ièmes :
{\displaystyle \sum _{i=1}^{\infty }i^{n}x^{i}={\frac {\sum _{k=0}^{n-1}A(n,k)x^{k+1}}{(1-x)^{n+1}}}={\frac {xA_{n}(x)}{(1-x)^{n+1}}}}.
- On en déduit :
{\displaystyle \sum _{n=0}^{\infty }{\frac {A_{n}(x)}{n!(1-x)^{n+1}}}=\sum _{n=0}^{\infty }\sum _{k=1}^{\infty }{\frac {k^{n}}{n!}}x^{k-1}=\sum _{k=1}^{\infty }\mathrm {e} ^{k}x^{k-1}={\frac {\mathrm {e} }{1-\mathrm {e} x}}} en intervertissant les deux signes de sommations pour {\displaystyle |x|<{\frac {1}{\mathrm {e} }}}.
- Plus généralement, on a[4] :
{\displaystyle \sum _{n=0}^{\infty }A_{n}(x)\,{\frac {t^{n}}{n!}}={\frac {x-1}{x-\mathrm {e} ^{(x-1)\,t}}}}
- Une identité remarquable[6] probabiliste permet de démontrer simplement un théorème central limite pour le nombre de montées d'une permutation tirée au hasard. Si {\displaystyle (U_{1},U_{2},\dots ,U_{n})} est une suite de variables aléatoires i.i.d. uniformes sur [0, 1] et si

{\displaystyle S_{n}=\sum _{k=1}^{n}U_{k},\quad X_{n}=\left\lfloor S_{n}\right\rfloor },
alors
{\displaystyle \mathbb {P} \left(k\leqslant S_{n}<k+1\right)=\mathbb {P} \left(X_{n}=k\right)\ ={\frac {A(n,k)}{n!}}}.

## Nombres eulériens de seconde espèce
Le nombre des permutations du multiensemble {\displaystyle \{1,1,2,2,\cdots ,n,n\}} telles que pour chaque m, tous les nombres entre les deux occurrences de m sont plus grands que m, est le produit des entiers impairs jusqu'à 2n − 1 (appelé parfois la double factorielle de (2n − 1), et noté (2n − 1)!!) ; on a {\displaystyle (2n-1)!!=\prod _{k=1}^{n}(2k-1)={\frac {(2n)!}{2^{n}n!}}}.
Le nombre eulérien de seconde espèce, noté {\displaystyle \left\langle \!\!\left\langle {n \atop k}\right\rangle \!\!\right\rangle ,} dénombre celles de ces permutations ayant exactement k montées. Par exemple, pour n = 3, il y a 3!! = 15 permutations de ce type, une sans montées, 8 avec une montée, et 6 avec deux montées:
{\displaystyle 332211,\;}
{\displaystyle 221133,\;221331,\;223311,\;233211,\;113322,\;133221,\;331122,\;331221,}
{\displaystyle 112233,\;122133,\;112332,\;123321,\;133122,\;122331.}
À partir de cette définition, on montre facilement que les nombres {\displaystyle \left\langle \!\!\left\langle {n \atop k}\right\rangle \!\!\right\rangle } vérifient la récurrence :
{\displaystyle \left\langle \!\!\left\langle {n \atop k}\right\rangle \!\!\right\rangle =(2n-k-1)\left\langle \!\!\left\langle {{n-1} \atop {k-1}}\right\rangle \!\!\right\rangle +(k+1)\left\langle \!\!\left\langle {{n-1} \atop {k}}\right\rangle \!\!\right\rangle ,}
avec les conditions initiales :
{\displaystyle \left\langle \!\!\left\langle {0 \atop k}\right\rangle \!\!\right\rangle =0\ \mathrm {pour} \ k>0\ \ \mathrm {et} \ \left\langle \!\!\left\langle {0 \atop 0}\right\rangle \!\!\right\rangle =1}.
On leur fait correspondre les polynômes eulériens de seconde espèce, notés ici Pn :
{\displaystyle P_{n}(x):=\sum _{k=0}^{n}\left\langle \!\!\left\langle {n \atop k}\right\rangle \!\!\right\rangle x^{k}} ;
des relations de récurrence précédentes, on déduit que les Pn vérifient la relation :
{\displaystyle P_{n+1}(x)=(2nx+1)P_{n}(x)-x(x-1)P_{n}^{\prime }(x),\ \mathrm {avec} \ P_{0}(x)=1.}
On peut la réécrire :
{\displaystyle (x-1)^{-2n-2}P_{n+1}(x)=\left(x(1-x)^{-2n-1}P_{n}(x)\right)^{\prime }} ;
ainsi la fonction rationnelle
{\displaystyle u_{n}(x):=(x-1)^{-2n}P_{n}(x)}
satisfait :
{\displaystyle u_{n+1}=\left({\frac {x}{1-x}}u_{n}\right)^{\prime }\quad ,u_{0}=1,}
d'où l'on tire les polynômes sous la forme Pn(x) = (1 − x)2nun(x) ; puis les nombres eulériens de seconde espèce qui sont leurs coefficients.
Voici quelques valeurs de ces nombres ( suite A008517 de l'OEIS) :
| n \ m | 0 | 1    | 2     | 3       | 4       | 5        | 6        | 7       | 8      |
| ----- | - | ---- | ----- | ------- | ------- | -------- | -------- | ------- | ------ |
| 0     | 1 |      |       |         |         |          |          |         |        |
| 1     | 1 |      |       |         |         |          |          |         |        |
| 2     | 1 | 2    |       |         |         |          |          |         |        |
| 3     | 1 | 8    | 6     |         |         |          |          |         |        |
| 4     | 1 | 22   | 58    | 24      |         |          |          |         |        |
| 5     | 1 | 52   | 328   | 444     | 120     |          |          |         |        |
| 6     | 1 | 114  | 1452  | 4400    | 3708    | 720      |          |         |        |
| 7     | 1 | 240  | 5610  | 32120   | 58140   | 33984    | 5040     |         |        |
| 8     | 1 | 494  | 19950 | 195800  | 644020  | 785304   | 341136   | 40320   |        |
| 9     | 1 | 1004 | 67260 | 1062500 | 5765500 | 12440064 | 11026296 | 3733920 | 362880 |
La somme de la ligne de rang n est Pn(1) = (2n − 1)!!.